# Apopyllus
Apopyllus Platnick & Shadab, 1984 è un genere di ragni appartenente alla famiglia Gnaphosidae.

## Distribuzione
Le 8 specie note di questo genere sono diffuse in America meridionale e America centrale: la specie dall'areale più vasto è la A. silvestrii rinvenuta in località del Perù, della Bolivia, dell'Argentina, del Brasile e del Cile.

## Tassonomia
Le caratteristiche di questo genere sono state ben determinate dall'analisi degli esemplari tipo Zelotes silvestris (Simon, 1905) effettuata dagli aracnologi Platnick e Shadab nel 1984.
Non sono stati esaminati esemplari di questo genere dal 2014.
Attualmente, ad aprile 2015, si compone di 8 specie:
- Apopyllus huanuco Platnick e Shadab, 1984 — Perù
- Apopyllus iheringi (Mello-Leitão, 1943) — Brasile
- Apopyllus ivieorum Platnick & Shadab, 1984 — Messico
- Apopyllus malleco Platnick & Shadab, 1984 — Cile
- Apopyllus now Platnick & Shadab, 1984 — Isola Curaçao (Venezuela), Colombia
- Apopyllus pauper (Mello-Leitão, 1942) — Argentina
- Apopyllus silvestrii (Simon, 1905)[2] — Perù, Bolivia, Brasile, Argentina, Cile
- Apopyllus suavis (Simon, 1893) — Venezuela

### Specie trasferite
- Apopyllus isabelae Brescovit & Lise, 1993; trasferita al genere Nopyllus Ott, 2014[1].

### Sinonimi
- Apopyllus argentina (Mello-Leitão, 1944); trasferita qui dall'ex-genere Gytha, attualmente corrispondente al genere Eilica, e posta in sinonimia con A. silvestrii (Simon, 1905) a seguito di un lavoro degli aracnologi Platnick & Shadab del 1984[1].
- Apopyllus melanophorus (Mello-Leitão, 1941); trasferita qui dal genere Zelotes, e posta in sinonimia con A. silvestrii (Simon, 1905) a seguito di un lavoro degli aracnologi Platnick & Shadab del 1984.
- Apopyllus unanimus (Mello-Leitão, 1947); trasferita qui dal genere Zelotes, e posta in sinonimia con A. iheringi (Mello-Leitão, 1943) a seguito di uno studio di Platnick (1993c).